# خوسيه لوبيز (لاعب كرة قدم)
خوسيه لوبيز (بالإسبانية: Elías López)‏ هو لاعب كرة قدم أرجنتيني، ولد في 2000 في فيلا مرسيدس في الأرجنتين. لعب مع ريفر بليت.

## روابط خارجية
- خوسيه لوبيز على موقع قاعدة بيانات كرة القدم.إي يو (الإنجليزية)
- خوسيه لوبيز على موقع Soccerway.com (الإنجليزية)